# 아프가니스탄에 대한 유럽의 영향
아프가니스탄에 대한 유럽의 영향은 빅토리아 시대 이래로 존재해왔다. 당시 경쟁 관계에 있던 제국주의 세력인 영국과 러시아는 그레이트 게임의 일환으로 아프가니스탄에 대한 통제권을 놓고 다투었다.

## 도스트 모하마드 칸의 등장

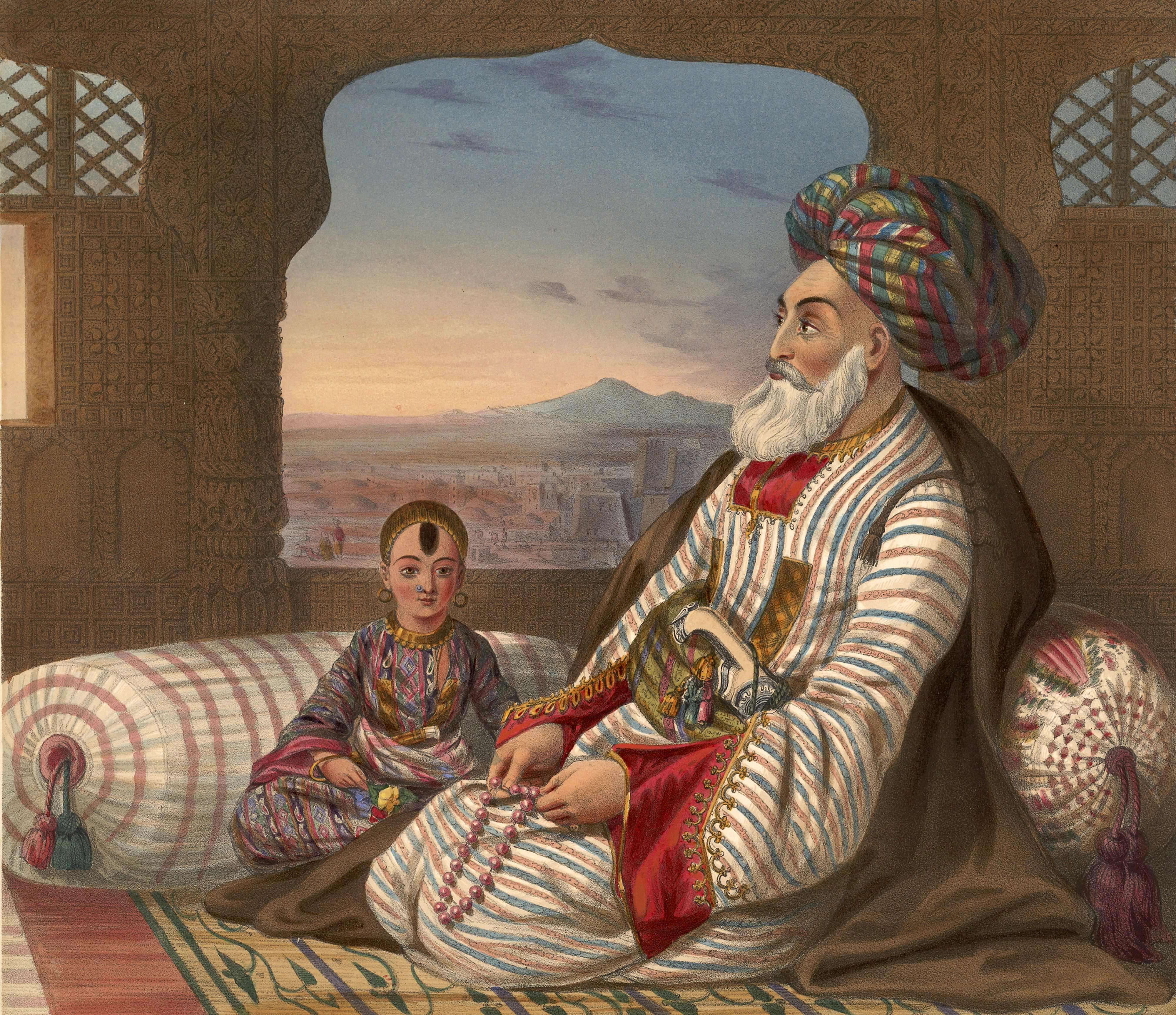
도스트 모하마드 칸 국왕과 그의 아들 중 한 명.

1823년 두라니 왕조가 쇠퇴한 후, 도스트 모하마드 칸은 바라크자이 왕조를 세웠다. 도스트 모하마드는 어머니의 키질바시 부족민들과 형인 파테 칸 밑에서의 젊은 수습 기간 동안의 교묘한 지원 활용을 통해 형제들 사이에서 명성을 얻었다. 그러나 같은 해, 아프가니스탄인들은 노우셰라 전투에서 란지트 싱의 시크 칼사군에게 옛 거점인 페샤와르를 잃었다. 이 전투에서 아프가니스탄군은 도스트 모하마드의 이복형제인 아짐 칸의 지원을 받았다.
1834년 도스트 모하마드는 옛 통치자 샤 슈자 두라니의 침공을 물리쳤지만, 그의 카불 부재는 시크교도들에게 서쪽으로 확장할 기회를 주었다. 란지트 싱의 군대는 페샤와르에서 카불이 직접 통치하는 영토로 이동했다. 1836년 도스트 모하마드의 군대는 그의 아들 아크바르 칸의 지휘 아래 페샤와르 서쪽 15킬로미터 지점에 있는 참루드 전투에서 시크교도들을 물리쳤다. 이것은 피로스의 승리였고 그들은 참루드에서 시크교도들을 완전히 몰아내는 데 실패했다. 그러나 아프가니스탄 지도자는 이 승리를 페샤와르 탈환으로 이어가지 않고, 대신 영국령 인도의 새로운 영국 총독인 오클랜드 경에게 시크교도 문제 해결을 위한 도움을 요청했다. 이 서한은 아프가니스탄에 대한 영국의 영향력과 이후 그레이트 게임으로 알려진 영국-러시아 간의 대결의 시작을 알렸다.

## 그레이트 게임

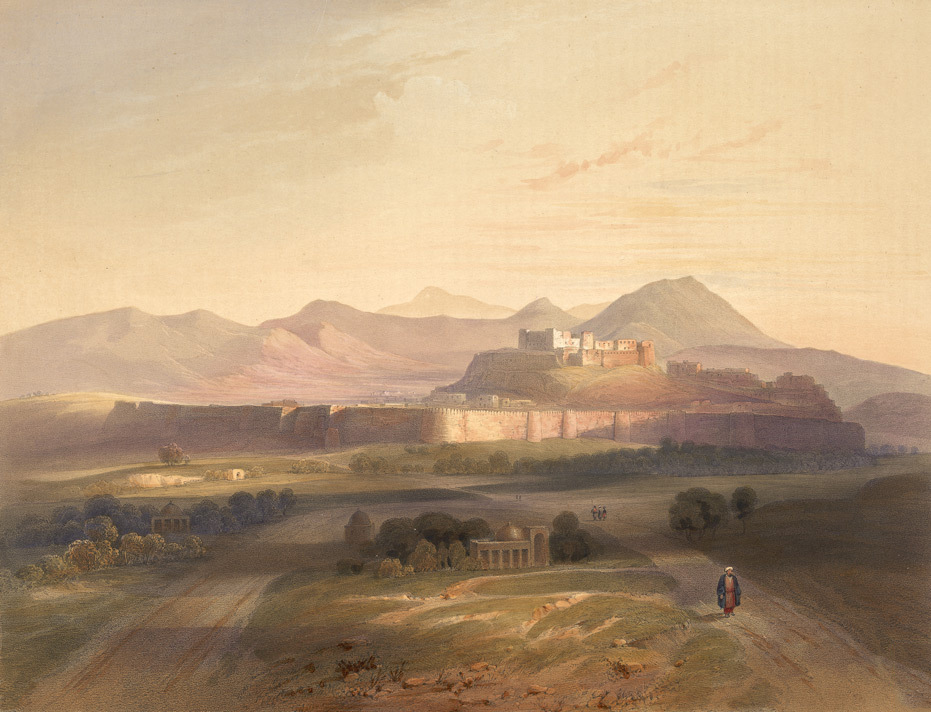
1800년대 초 가즈니.

영국은 1763년 파리 조약 이후 인도 아대륙의 주요 유럽 세력이 되었고, 1809년 샤 슈자 두라니와의 조약에서 이미 아프가니스탄에 관심을 보이기 시작했다. 러시아 제국이 아프가니스탄 지역에서 우위를 점하기 위해 확장하려는 위협이 영국령 인도에 압력을 가했고, 이는 그레이트 게임으로 알려지게 되었다. 그레이트 게임은 영국과 러시아 제국의 대결을 촉발시켰고, 이들의 영향권은 아프가니스탄에서 만날 때까지 꾸준히 가까워졌다. 또한 영국이 카불에 괴뢰 정부를 수립하려는 반복적인 시도도 포함되었다. 19세기 나머지 기간 동안 아프가니스탄과 주변 영토에 대한 유럽의 개입이 심화되었고, 아프가니스탄의 운명이 전 세계적으로 전개되면서 야심찬 지역 통치자들 사이의 갈등이 고조되었다.
아프가니스탄 내전의 혼란은 힌두쿠시산맥 지역에 공백을 남겼는데, 이는 남아시아 침략 경로로 역사적으로 수없이 이용되었음을 잘 알고 있던 영국을 우려하게 했다. 19세기 초 수십 년 동안 영국은 인도에서 그들의 이익에 대한 주요 위협이 분열된 아프간 제국, 이란인, 또는 프랑스가 아닌 러시아로부터 올 것이라는 점을 분명히 깨달았다. 러시아는 이미 캅카스에서 꾸준히 남쪽으로 진격하여 오스만 제국과 페르시아에 대한 결정적인 전쟁에서 승리하고 있었다.
동시에 러시아는 영국이 북쪽으로 확장하여 펀자브, 신드주, 카슈미르를 제국에 편입시키면서 중앙아시아에 영구적인 영국 거점을 확보할 가능성을 두려워했다. (이후 파키스탄이 됨) 영국은 러시아가 캅카스, 키르기스 및 투르크멘 영토, 히바 칸국, 그리고 부하라 토후국을 흡수한 것을 인도 아대륙에서의 자국 이익에 대한 위협으로 동등하게 의심했다.

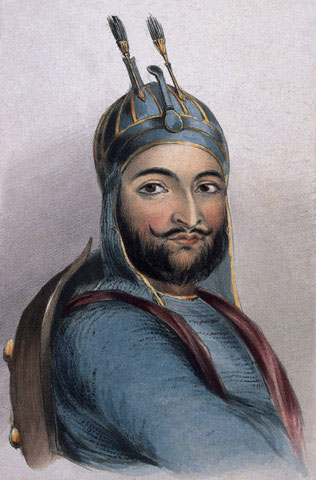
도스트 모하마드 칸의 아들 아크바르 칸 왕자.

영국과 러시아 간의 이러한 경쟁 외에도 러시아의 의도에 대한 영국의 우려에는 두 가지 구체적인 이유가 있었다. 첫째는 이란 궁정에서의 러시아의 영향력이었으며, 이는 러시아가 역사적으로 아프가니스탄과 북인도의 서쪽 관문이었던 헤라트를 점령하려는 이란의 시도를 지지하도록 부추겼다. 1837년 이란은 러시아 장교들의 지원과 조언을 받아 헤라트를 향해 진격했다. 둘째는 1837년 카불에 러시아 요원인 얀 비트케비치가 상주하고 있었다는 점이었는데, 그는 영국 요원 알렉산더 번스처럼 상업적 논의를 위해 그곳에 있었다.
영국은 도스트 모하마드에게 이란인 및 러시아인과의 모든 접촉을 단절하고, 비트케비치를 카불에서 추방하며, 페샤와르에 대한 모든 주장을 포기하고, 페샤와르와 당시 그의 형제들이 통치하고 있던 칸다하르의 독립을 존중할 것을 요구했다. 그 대가로 영국 정부는 란지트 싱에게 아프가니스탄인들과 화해할 것을 요청할 것이라고 암시했다. 오클랜드가 이 합의를 서면으로 작성하기를 거부하자, 도스트 모하마드는 영국과의 협상을 중단하고 비트케비치와 협상을 시작했다.
1838년 오클랜드, 란지트 싱, 슈자는 슈자가 영국과 시크교도의 도움을 받아 카불과 칸다하르를 되찾고, 란지트 싱이 이미 통치하고 있던 옛 아프가니스탄 지방에 대한 시크교도의 통치를 받아들이며, 헤라트는 독립을 유지한다는 내용의 협정에 서명했다. 실제로 이 계획은 도스트 모하마드를 영국령 인도의 번왕국을 통치하던 왕자들과 유사한 자치권을 가진 영국 괴뢰 정부 수장으로 대체하는 것이었다.
영국은 카이바르 고개를 통해 카불로 진격하는 시크교도들과 칸다하르를 통해 진격하는 슈자와 영국군의 협력이 이루어지지 않을 것임을 곧 깨달았다. 1838년 봄 오클랜드의 계획은 시크교도들이 영국의 지원을 받아 슈자를 아프간 왕위에 올리는 것이었다. 그러나 여름이 끝날 무렵 계획이 바뀌었다. 이제 영국 단독으로 순종적인 샤 슈자를 강요하게 되었다.

## 제1차 영국-아프가니스탄 전쟁, 1838년–1842년

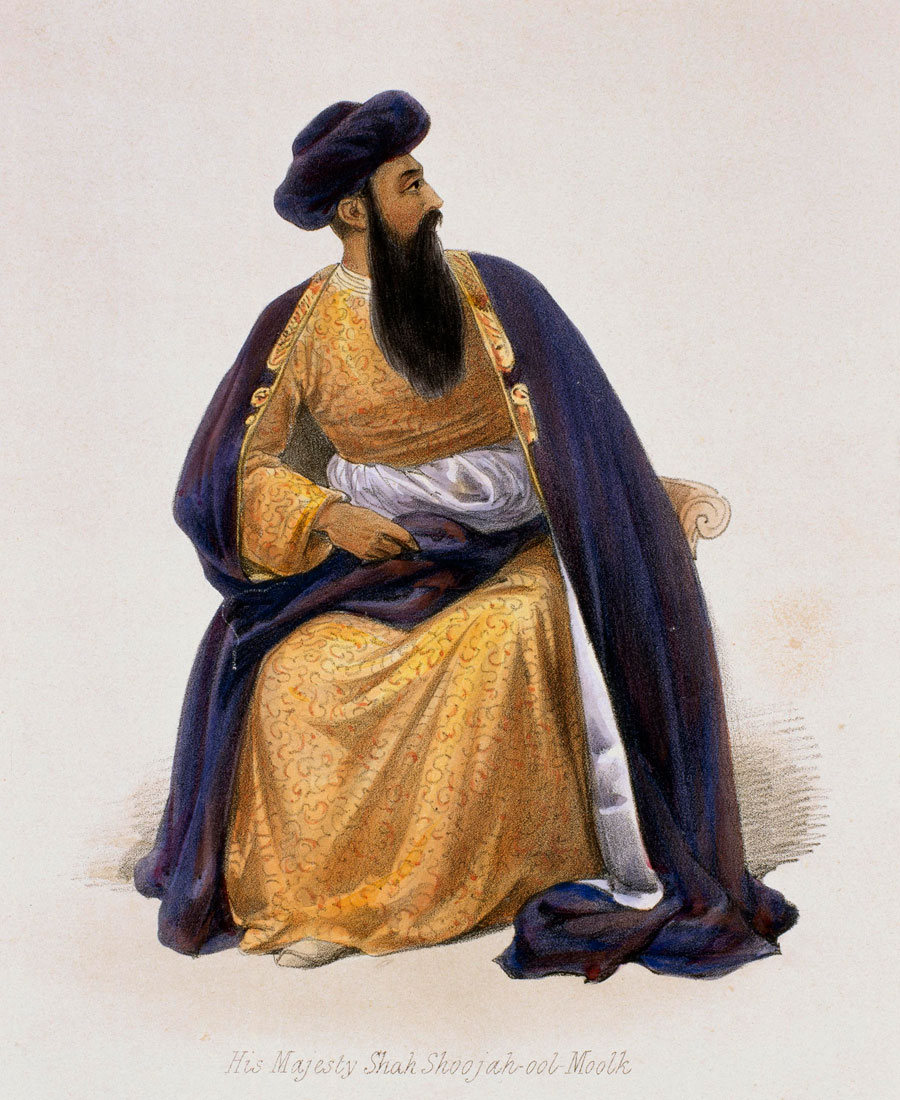
샤 슈자는 마지막 두라니 통치자가 되었으며, 1803년부터 1809년까지, 그리고 1839년부터 1842년까지 두 번 통치했다.

영국 침공 계획의 서론으로, 1838년 10월 인도 총독 오클랜드 경은 심라 선언을 발표하여 아프가니스탄에 대한 영국 개입의 필요성을 설명했다. 선언은 인도의 복지를 보장하기 위해 영국이 인도의 서부 국경에 믿을 수 있는 동맹국을 두어야 한다고 밝혔다. 영국군이 단순히 샤 슈자의 소규모 군대를 지원하여 옛 왕위를 되찾는다는 영국의 주장은 아무도 속이지 못했다. 심라 선언은 슈자가 카불에 즉위하자마자 영국군이 철수할 것이라고 명시했지만, 슈자의 통치는 반란을 진압하기 위한 영국의 지원과 부족장들의 지지를 얻기 위한 영국 자금에 전적으로 의존했다. 영국은 아프가니스탄을 침공하는 것을 부인하고, 대신 그들의 합법적인 슈자 정부를 "외세 간섭과 당파적 반대에 맞서" 지원한다고 주장했다.

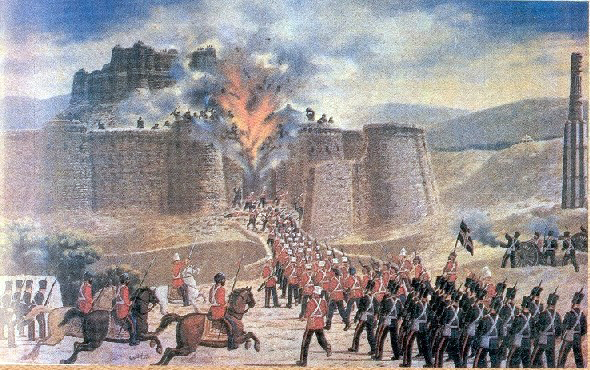
가즈니 전투

1841년 11월 카불에서 반란과 학살이 일어났다. 영국군은 동요하고 의견이 분분했으며, 부족한 주둔지에 갇혀 있었다. 영국군은 겨울과 반란 부족들로 인해 구원 희망이 끊긴 상황에서 가장 영향력 있는 지도자들과 협상했다. 포로로 잡힌 도스트 모하마드의 아들 모하마드 아크바르 칸이 카불에 도착하여 지도자들의 실질적인 지도자가 되었다. 그들과의 회의에서 윌리엄 맥나흐텐 경이 살해당했지만, 그럼에도 불구하고 지도자들의 요구는 영국에 의해 받아들여졌고 그들은 철수했다. 철수하는 동안 그들은 길자이족 부족민들의 공격을 받았고, 눈 덮인 고개를 가로지르는 격렬한 전투에서 4,500명의 병력과 12,000명의 수행원 거의 전체가 사망했다. 영국군 중 윌리엄 브라이던 박사 한 명만이 잘랄라바드에 도달했으며, 몇 명은 포로로 잡혔다.
아크바르 칸에게 충성하는 아프간군은 칸다하르, 가즈니, 잘랄라바드에 남아있던 영국군 부대를 포위했다. 가즈니는 함락되었지만, 다른 수비대는 버텨냈고, 인도에서 온 증원군의 도움으로 포위군을 물리쳤다. 카불에 대한 재공격을 준비하는 동안, 새로운 총독 엘런버러 경은 포로 석방과 보복 조치 후 영국군이 아프가니스탄을 떠나도록 명령했다. 칸다하르와 잘랄라바드에서 온 병력은 다시 아크바르 칸을 물리치고, 가즈니와 카불을 탈환하여 약탈했으며, 포로들을 구출한 후 카이바르 고개를 통해 철수했다.

## 19세기 중반

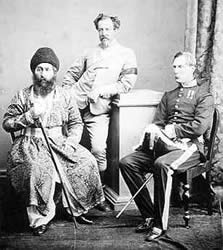
1869년 CD 찰스 체임벌린 및 리처드 F. 폴록 경과 함께한 셰르 알리 칸 국왕.

카불에서 몇 달간의 혼란 끝에 모하마드 아크바르 칸은 지역 통제권을 확보했으며, 1843년 4월 영국에 의해 석방된 그의 아버지 도스트 모하마드가 아프가니스탄 왕위로 복귀했다. 다음 10년 동안 도스트 모하마드는 마자리샤리프, 쿤두즈, 바다흐샨, 칸다하르 재정복에 노력을 집중했다. 모하마드 아크바르 칸은 1845년에 사망했다. 제2차 영국-시크 전쟁 (1848년~49년) 동안 도스트 모하마드의 페샤와르 탈환 시도는 실패했다.
1854년까지 영국은 도스트 모하마드와 관계를 재개하기를 원했는데, 그들은 지난 12년 동안 그를 거의 무시했다. 1855년 페샤와르 조약은 외교 관계를 재개하고, 각 측의 영토 보전을 선언하며, 양측이 서로의 친구의 친구이자 적의 적이 될 것을 맹세했다.
1857년 1855년 조약의 부록은 페르시아와의 분쟁 중 칸다하르(카불은 아님)에 영국군사 사절단이 주둔하는 것을 허용했다. 페르시아는 1856년 헤라트를 공격했다. 세포이 항쟁 동안 일부 영국 관리들은 벵골군의 반란군 세포이에 대항하는 도스트 모하마드의 지원을 받는 대가로 페샤와르를 그에게 돌려줄 것을 제안했지만, 이러한 견해는 도스트 모하마드가 이를 약점의 징후로 보고 영국에 등을 돌릴 것이라고 믿었던 북서 국경의 영국 정치 장교들에 의해 거부되었다.
1863년 도스트 모하마드는 영국의 묵인하에 헤라트를 탈환했다. 몇 달 후 그는 사망했다. 그의 셋째 아들이자 후계자로 선포된 셰르 알리 칸은 1868년까지 그의 형인 모하마드 아프잘 (그의 군대는 아들 압두르 라흐만이 이끌었다)로부터 카불을 되찾지 못했고, 그 후 압두르 라흐만은 아무다리야강을 건너 후일을 도모했다.
제1차 영국-아프가니스탄 전쟁 직후, 특히 1857년 인도에서 영국에 대항한 세포이 항쟁 이후, 런던의 자유당 정부는 아프가니스탄을 완충국으로 간주하는 정치적 견해를 취했다. 셰르 알리가 1868년 카불을 장악했을 때, 그는 영국이 무기와 자금으로 그의 정권을 지원할 준비가 되어 있지만 그 이상은 아니라는 것을 알았다. 다음 10년 동안 아프간 통치자와 영국 간의 관계는 꾸준히 악화되었다. 아프간 통치자는 러시아의 남하 침략을 걱정했는데, 1873년까지 러시아는 히바 칸 또는 통치자의 땅을 장악했다. 셰르 알리는 영국에게 조언과 지원을 구하는 사절을 보냈다. 전년도에 영국은 러시아와 협정을 체결했는데, 러시아는 아프가니스탄의 북쪽 경계를 존중하고 아프간 아미르의 영토를 자신들의 영향권 밖에 있는 것으로 간주하는 데 동의했다. 그러나 영국은 실망한 셰르 알리에게 어떤 보장도 해주기를 거부했다.

## 제2차 영국-아프가니스탄 전쟁, 1878년–1880년

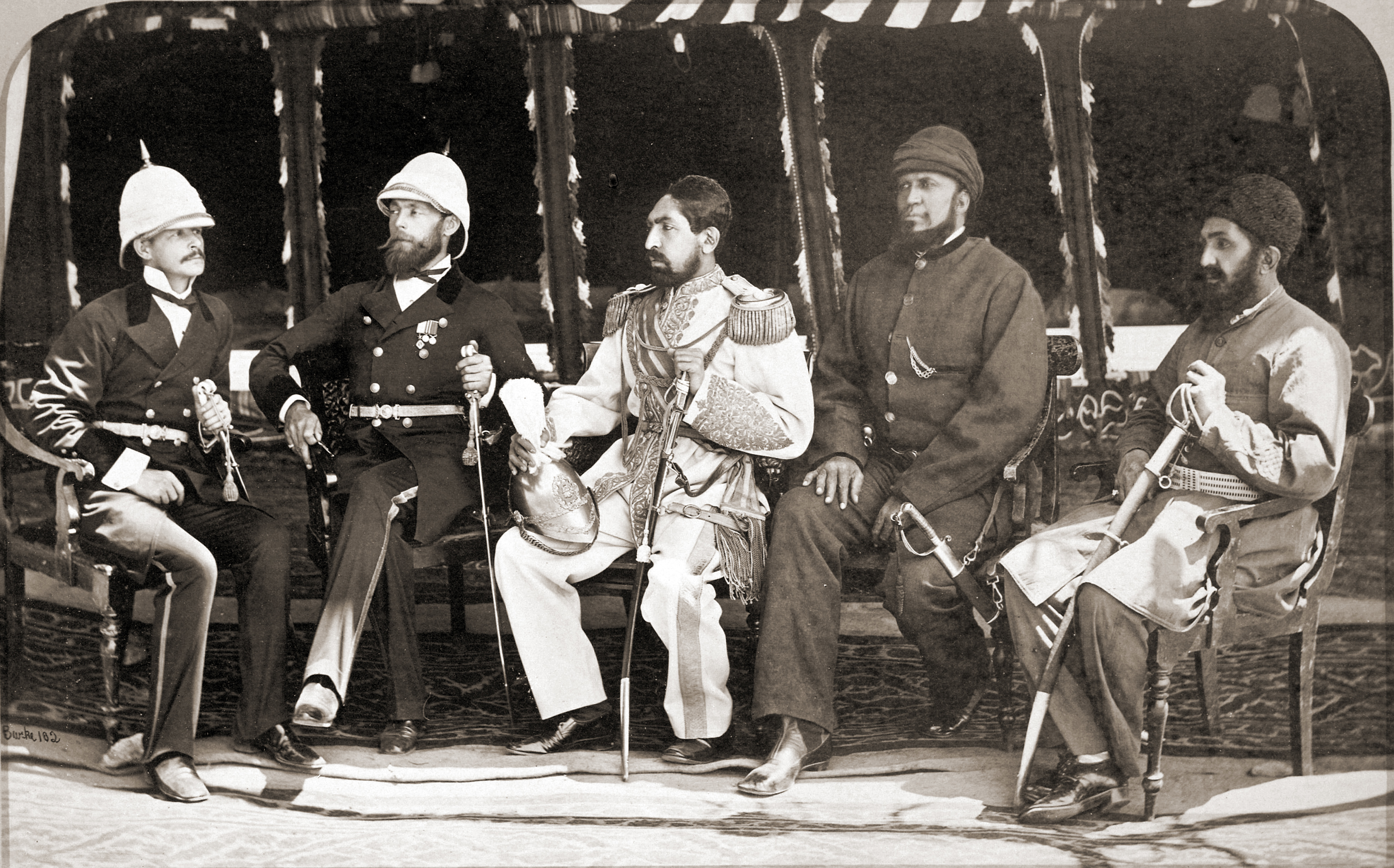
1879년 5월 26일 간다막 조약이 체결될 때 영국의 피에르 카바냐리 경과 함께한 모하마드 야쿱 칸 국왕.

1878년 6월 베를린 회의로 유럽에서 러시아와 영국의 긴장이 해소되자 러시아는 중앙아시아로 시선을 돌렸다. 같은 해 여름, 러시아는 카불에 초대받지 않은 외교 사절단을 보냈다. 셰르 알리는 그들을 막으려 했지만 실패했다. 러시아 사절단은 1878년 7월 22일 카불에 도착했고, 8월 14일 영국은 셰르 알리에게 영국 사절단도 받아들일 것을 요구했다.

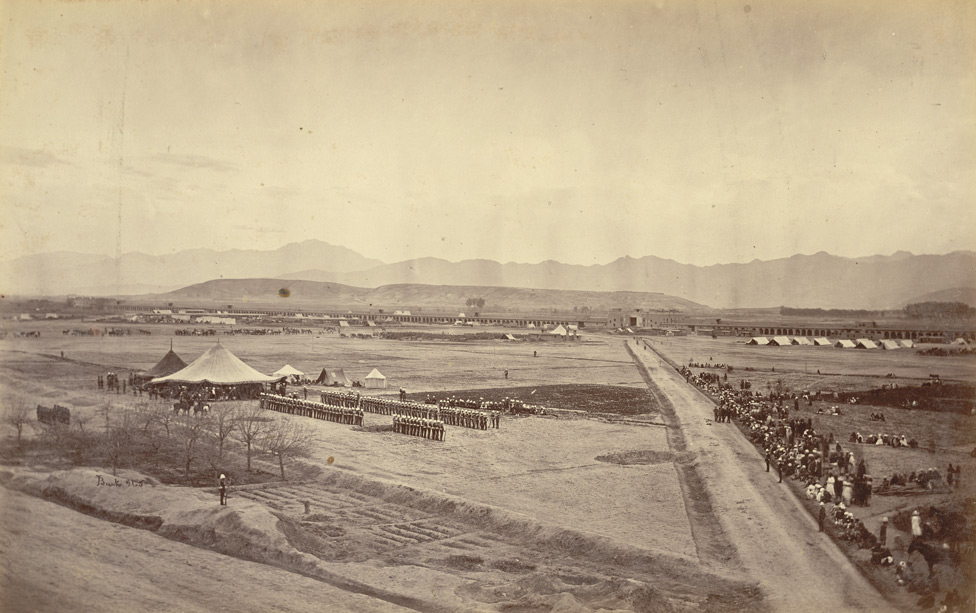
1879년 카불 근처 셰르푸르 칸톤먼트의 더르바르 마이단.

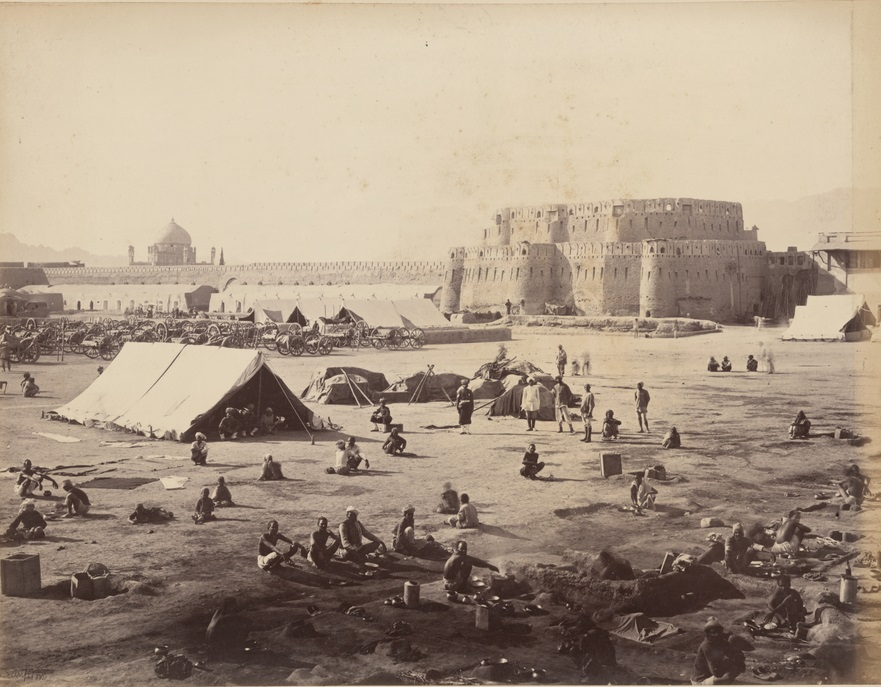
1880년 칸다하르 전투 후 칸다하르에 주둔한 영국 및 연합군.

아미르는 영국 사절단을 받아들이기를 거부했을 뿐만 아니라, 파견될 경우 저지하겠다고 위협했다. 리턴 경, 총독은 1878년 9월 카불로 외교 사절단을 파견하도록 명령했지만, 사절단이 카이바르 고개 동쪽 입구에 접근하면서 되돌려 보내졌고, 이로 인해 제2차 영국-아프가니스탄 전쟁이 발발했다. 약 4만 명의 영국군 병력이 세 개의 다른 지점에서 아프가니스탄으로 침투하는 군사 종대로 나뉘었다. 당황한 셰르 알리는 차르에게 직접 도움을 요청하려 했지만 실패했고, 마자리샤리프로 돌아가 1879년 2월 21일 사망했다.
영국군이 국토의 대부분을 점령하자, 셰르 알리의 아들이자 후계자인 모하마드 야쿱 칸은 분쟁을 신속히 종식시키기 위해 1879년 5월 간다막 조약에 서명했다. 이 협정에 따라 야쿱은 연간 보조금과 외세 침략 시 모호한 지원 약속을 받는 대가로 아프가니스탄 외교를 영국에 넘겼다. 영국 대표들이 카불 및 다른 지역에 주둔했고, 영국 통제는 카이바르와 미치니 고개까지 확대되었으며, 아프가니스탄은 다양한 국경 지역과 퀘타를 영국에 할양했다. 이후 영국군은 철수했다. 얼마 지나지 않아 1879년 9월 3일 카불에서 일어난 봉기로 영국의 카불 주재관 피에르 카바냐리 경과 그의 경호원 및 직원들이 살해당했고, 이는 제2차 아프간 전쟁의 두 번째 단계를 촉발했다. 프레더릭 로버츠 경은 카불 야전군을 이끌고 슈타르가르단 고개를 넘어 중앙 아프가니스탄으로 진격하여 1879년 10월 6일 차르 아시아브에서 아프간 군을 격파하고 카불을 점령했다. 가지 모하마드 잔 칸 와르닥은 봉기를 일으켜 1879년 12월 셰르푸르 주둔지 포위전에서 카불 근처의 영국군을 공격했지만, 그의 패배로 이 반란은 무너졌다.
카바냐리 및 그의 직원의 살해에 공모한 혐의를 받은 야쿱 칸은 퇴위해야 했다. 영국은 아프가니스탄을 여러 통치자로 분할하거나 야쿱의 형인 아유브 칸을 왕위에 올리는 등 여러 가지 가능한 정치적 해결책을 고려했지만, 결국 그의 사촌인 압두르 라흐만 칸을 아미르로 추대하기로 결정했다. 헤라트의 총독으로 재직 중이던 아유브 칸은 반란을 일으켜 1880년 7월 마이완드 전투에서 영국군 분견대를 격파하고 칸다하르를 포위했다. 이후 로버츠는 카불에서 영국 주력군을 이끌고 9월 칸다하르 전투에서 아유브 칸을 결정적으로 격파하여 그의 반란을 종식시켰다. 압두르 라흐만은 간다막 조약을 확인하여 야쿱 칸이 할양한 영토를 영국이 통제하고, 보호와 보조금의 대가로 아프가니스탄 외교를 영국이 통제하도록 보장했다. 카불에 영국 주재관을 두는 도발적인 정책을 포기했지만, 다른 모든 목표를 달성한 영국은 철수했다.

## 철 아미르, 1880년–1901년

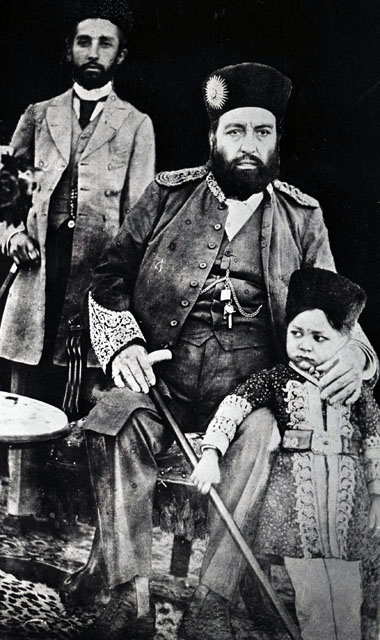
1897년 아미르 압두르 라흐만 칸 (철 아미르).

영국의 이해관계에 비추어 볼 때, 압두르 라흐만은 그들의 염원을 충족시켰다. 강력하고 지적인 지도자로서 분열된 백성을 단일 국가로 통합할 수 있었고, 자국 외교를 영국이 통제하고 영국의 완충국 정책이 부과하는 권한 제한을 기꺼이 받아들였다. 그의 21년간의 통치는 현대 아프가니스탄 국가 건설로 발전한 왕국의 근대화와 통제 확립 노력으로 특징지어졌다. 이 왕국의 경계는 이를 접하고 있는 두 제국에 의해 명확히 그려졌다.
그는 세 가지 방식으로 아프가니스탄의 통일을 이루었다. 그는 여러 반란을 진압하고 승리 후 가혹한 처벌, 처형, 추방을 가했다. 그는 파슈툰 부족의 요새를 강제 이주를 통해 파괴했다. 그는 가장 강력한 파슈툰 적대 부족인 길자이족과 다른 부족들을 남부 및 남중부 아프가니스탄에서 힌두쿠시산맥 북쪽의 주로 비파슈툰 인구가 거주하는 지역으로 이주시켰다. 카불 북부 카피리스탄의 마지막 비무슬림 아프가니스탄인들은 강제로 이슬람으로 개종되었다. 마지막으로, 그는 옛 부족 경계와 다른 지방 통치 체제를 만들었다. 지방 총독은 지역 문제에서 많은 권한을 가졌고, 세금 징수 및 반대 세력 진압을 위해 군대가 주둔했다. 그러나 압두르 라흐만은 효과적인 정보 시스템을 구축하여 이 총독들을 면밀히 감시했다. 그의 통치 기간 동안 전통적인 씨족 및 부족 경계를 벗어나 토지가 양도되는 것이 허용되면서 부족 조직은 약화되기 시작했다.
파슈툰인들은 우즈베크인들과 싸워 그들을 정복하고 차별받는 지배 계층으로 전락시켰다. 반러시아 전략적 이해관계로 인해 영국은 아프간의 우즈베크 칸국 정복을 지원하여 아프간인들에게 무기를 제공하고, 아프간 정부의 북아프가니스탄 파슈툰인 식민화를 지원했는데, 이는 우즈베크 땅으로 대량의 파슈툰인 식민 이주민을 보내는 것을 포함했다.
아프가니스탄을 구성하는 분열된 지역들을 통합하여 국가를 건설하는 것 외에도, 압두르 라흐만은 정규군과 최초의 제도화된 관료제를 구축하여 왕국을 근대화하려고 노력했다. 그의 뚜렷한 권위주의 인격에도 불구하고, 압두르 라흐만은 왕자, 중요한 귀족, 종교 지도자들의 모임인 로야 지르가를 소집했다. 그의 자서전에 따르면, 압두르 라흐만의 세 가지 목표는 부족 복종, 강력하고 눈에 띄는 군대를 통한 정부 통제 확대, 통치자와 왕실의 권력 강화였다.

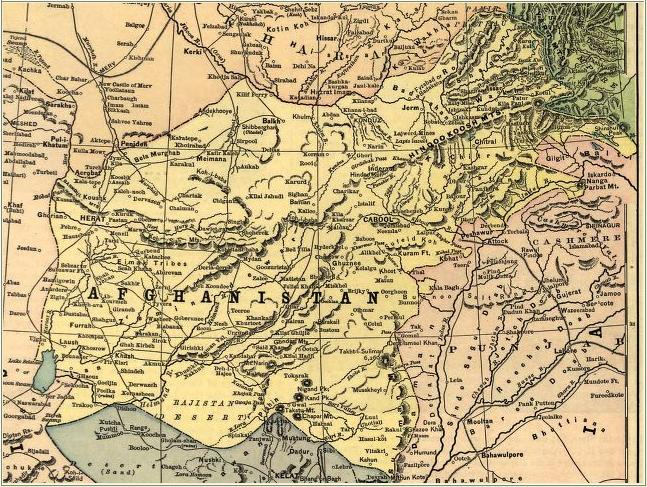
1893년 듀랜드 라인 조약 이전의 아프가니스탄 국경을 보여주는 지도.

1885년 라왈핀디를 방문하는 동안, 아미르는 인도 총독에게 귀족 출신이자 왕실 혈통의 무슬림 사절을 카불에 파견해 줄 것을 요청했다. 라자우리 자랄 라지푸트 라자족의 직계 후손인 미르자 아타 울라 칸, 칸 바하두르 미르자 파키르 울라 칸(사만 부르즈 와지라바드)의 아들 사르다르 바하두르는 카불 주재 영국 사절로 선정되어 아미르의 승인을 받았다.
압두르 라흐만은 또한 기술 발전에도 관심을 기울였다. 그는 외국인 의사, 엔지니어(특히 광업), 지질학자, 인쇄업자들을 아프가니스탄으로 데려왔다. 그는 유럽 기계를 수입하고 비누, 양초, 가죽 제품을 생산하는 소규모 공장 설립을 장려했다. 그는 통신, 운송, 관개에 대한 유럽의 기술 자문을 구했다. 현지 아프간 부족들은 이러한 근대화에 강하게 저항했다. 도로를 만드는 노동자들은 지역 전사들로부터 군대의 보호를 받아야 했다. 그럼에도 불구하고 이러한 광범위한 국내 정책에도 불구하고, 압두르 라흐만의 외교 정책은 전적으로 외세의 손에 있었다.
첫 번째 중요한 국경 분쟁은 러시아의 중앙아시아 침략으로 촉발된 1885년 판제흐 위기였다. 1884년까지 메르브 (현재 메리) 오아시스를 점령한 러시아군은 아프가니스탄과 직접 접해 있었다. 판제흐 오아시스에 대한 주장은 논쟁 중이었고, 러시아는 이 지역의 모든 투르크멘 영토를 장악하고 싶어 했다. 1885년 봄 아프간군과 전투를 벌인 후 러시아군은 오아시스를 점령했다. 러시아군과 영국군은 신속하게 경계 태세를 취했지만, 두 강대국은 타협에 도달했다. 러시아는 오아시스를 소유했고, 영국은 러시아가 더 이상 진격하는 것을 막을 수 있다고 믿었다. 아프간의 의견 없이, 영국-러시아 공동 국경 위원회는 러시아가 진격하여 점령한 가장 먼 영토를 포기하되 판제흐는 유지하기로 합의했다. 이 국경 구역에 대한 합의는 아프가니스탄의 영구적인 북부 국경을 아무다리야강으로 그렸지만, 특히 판제흐 주변의 많은 영토 손실을 수반했다.
압두르 라흐만 통치 기간에 획정된 아프간 국경의 두 번째 구간은 와한에 있었다. 영국은 압두르 라흐만이 통제 불능의 키르기스족이 지배하던 이 외딴 지역에 대한 주권을 받아들여야 한다고 주장했고, 그는 영국의 타협안을 받아들일 수밖에 없었다. 1895년과 1896년에 또 다른 영국-러시아 공동 국경 위원회는 아프가니스탄의 북동쪽 끝 국경에 합의했는데, 이 지역은 중국 영토와 접해 있었다(비록 중국은 1964년까지 이를 양국 간의 국경으로 공식적으로 받아들이지 않았지만).
압두르 라흐만에게는 (파슈툰 지역을 통과하는) 인도와의 국경 획정이 훨씬 더 중요했으며, 그의 통치 기간 동안 듀랜드 라인이 그어졌다. 압력을 받은 압두르 라흐만은 1893년 영국령 인도 외무장관 모티머 듀랜드 경이 이끄는 사절단을 받아들여 파슈툰 지역의 영국과 아프간 통제 범위를 정의하는 데 동의했다. 국경선은 1893년 말 이전에 듀랜드와 압두르 라흐만에 의해 합의되었지만, 압두르 라흐만이 특정 지역을 얼마나 기꺼이 양도했는지에 대한 의문이 있다. 그는 듀랜드 라인을 영구적인 국제 국경이 아닌 정치적 책임의 분리된 지역을 구분하는 것으로 간주했으며, 간다막 조약에 따라 이미 영국 통제하에 있던 특정 지역(쿠람 및 치트랄 등)에 대한 통제권을 명시적으로 양도하지 않았다는 징후가 있었다.
듀랜드 라인은 부족들을 가르고 인구통계학이나 군사 전략의 현실과는 거의 관련이 없었다. 이 선은 국경 지역 간의 평화가 아닌 아프가니스탄 정부와 영국령 인도, 그리고 나중에는 아프가니스탄과 파키스탄 간의 '파슈투니스탄' 또는 '파슈툰인의 땅' 문제로 알려지게 된 뜨거운 논쟁의 토대를 마련했다. (참조: 말라칸드 공성전).
압두르 라흐만이 아프가니스탄의 통제권을 확립했음을 가장 명확하게 보여주는 증거는 1901년 10월 그의 사망 후 장남 하비불라 칸이 왕위를 평화적으로 계승했다는 점이다. 압두르 라흐만은 많은 자녀를 두었지만, 하비불라를 후계자로 키웠고, 다른 아들들에게서 권력을 박탈하고 카불에 그의 통제하에 격리시켜 왕위 계승에 도전하기 어렵게 만들었다.

## 하비불라 칸, 1901년–1919년

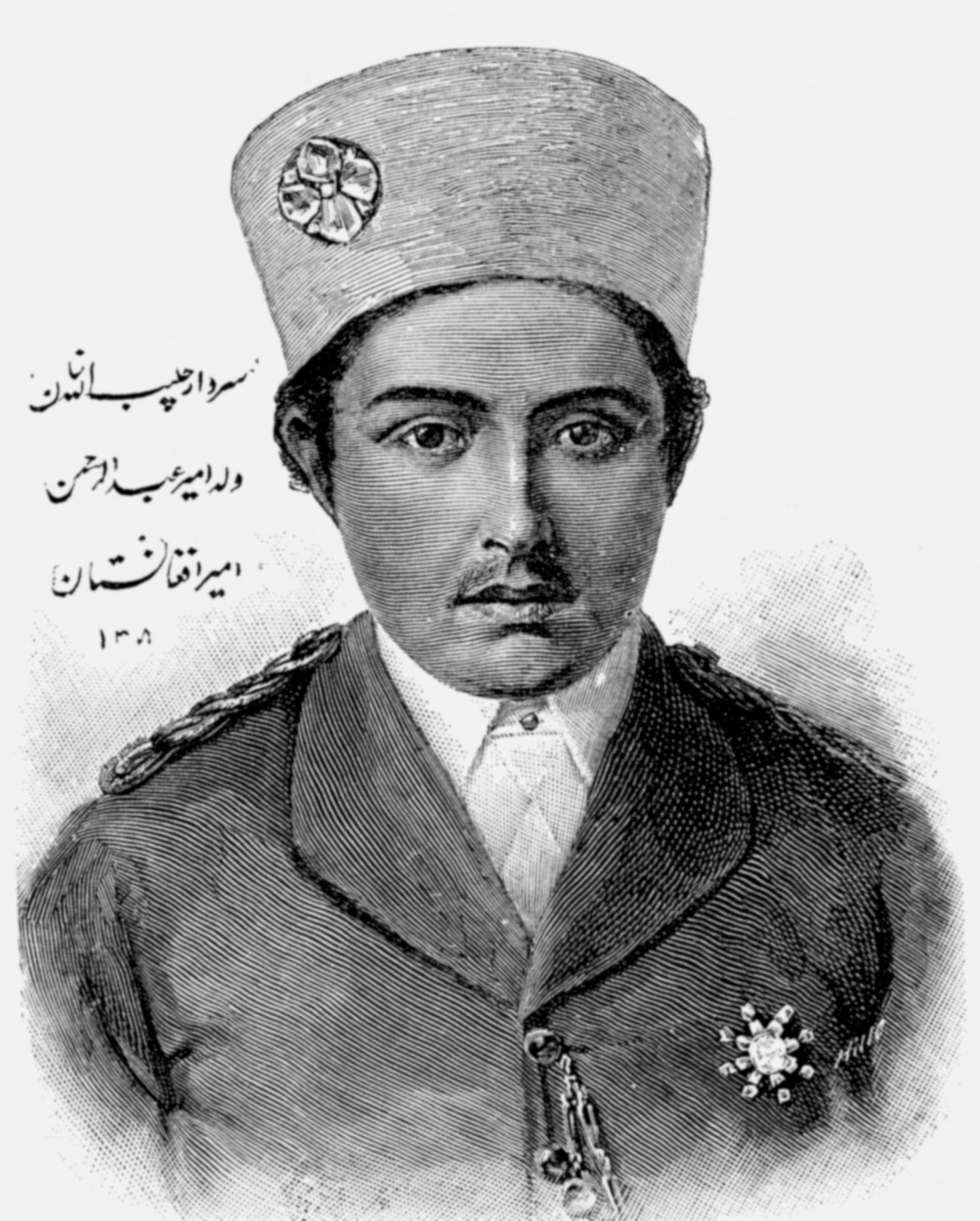
1893년 압두르 라흐만 칸의 장남 하비불라 칸.

압두르 라흐만 칸의 장남이자 노예 어머니에게서 태어난 하비불라 칸은 아버지의 더 명망 높은 아내(도스트 모하마드의 손녀)를 중심으로 벌어지는 궁중 음모를 면밀히 주시했다. 그녀는 자신의 아들을 왕위에 앉히려고 했다. 아버지에 의해 창설된 군대의 지원 덕분에 통치자로서의 지위를 굳건히 했지만, 하비불라는 압두르 라흐만만큼 지배적이지는 않았다. 결과적으로 그의 통치 기간 동안 종교 지도자들과 국왕의 사촌인 마흐무드 타르지의 영향력이 증가했다.

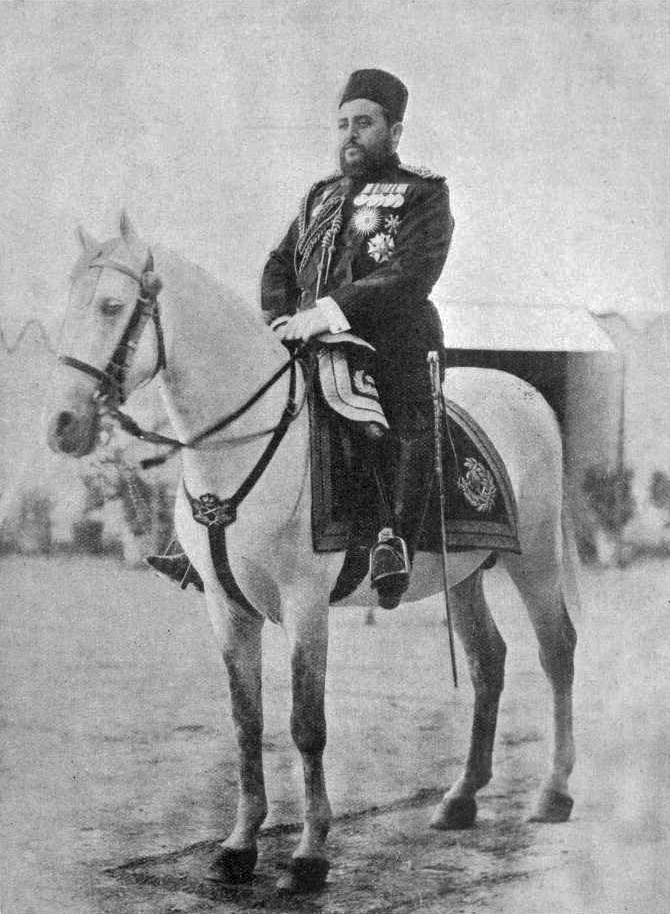
1907년 하비불라 칸 국왕

고등 교육을 받고 해외 경험이 풍부한 시인이자 언론인인 마흐무드 타르지는 하비불라의 동의를 얻어 아프간 민족주의 신문을 창간했으며, 1919년까지 이 신문을 정부와 사회의 서구 영향력 변화에 대한 성직자들의 비판을 반박하고, 아프간의 완전한 독립을 옹호하며, 기타 개혁을 주장하는 플랫폼으로 활용했다. 타르지의 열정적인 아프간 민족주의는 다음 세대의 아시아 개혁가들에게 영향을 미쳤다.
이란과의 경계는 1904년에 확정적으로 획정되었고, 1872년에 영국 위원회가 설정한 모호한 선을 대체했다. 그러나 헬만드강의 물 공유에 대해서는 합의에 도달하지 못했다.
이 시기 아프가니스탄에 영향을 미친 모든 외교 정책 발전과 마찬가지로, 러시아와 영국 간의 "그레이트 게임"의 종결은 아프간 통치자의 참여 없이 이루어졌다. 1907년 영국-러시아 협약 (상트페테르부르크 협약)은 이 지역을 러시아와 영국의 별도 영향권으로 나눴을 뿐만 아니라 아프간 중립의 토대를 마련했다. 이 협약은 아프가니스탄이 이제 이 영향권 밖에 있다는 러시아의 묵인을 제공했으며, 러시아가 러시아-아프간 관계에 관한 문제에 대해 영국과 직접 협의하도록 했다. 영국은 차례로 아프간 영토를 점령하거나 합병하지 않고 아프가니스탄의 내정에 간섭하지 않을 것이었다.
제1차 세계 대전 동안 아프가니스탄은 술탄이 성전이라고 간주하는 전쟁에 참여를 선포했을 때 튀르키예를 지원하라는 압력에도 불구하고 중립을 유지했다. 그러나 하비불라는 1915년 카불에서 인도-독일-튀르키예 사절단을 환대했는데, 이 사절단은 명목상 인도 민족주의자 마헨드라 프라타프가 이끌었고, 오스카르 니더마이어와 독일 특사 베르너 오토 폰 헨티히가 실질적으로 이끌었다. 많은 지연 끝에 그는 동맹국으로부터 영국령 인도를 공격하는 대가로 막대한 지불과 무기 제공에 대한 합의를 얻어냈다. 그러나 교활한 아프간 통치자는 분명히 전쟁을 한쪽을 다른 쪽과 대항시키는 기회로 보았는데, 그는 또한 영국에게 아프간 외교에 대한 영국의 통제를 종식시키는 대가로 동맹국의 인도 공격에 저항할 것을 제안했기 때문이다.

## 제3차 영국-아프가니스탄 전쟁과 독립
아마눌라의 10년 통치는 아프가니스탄의 외교와 국내 정치에서 극적인 변화의 시대를 열었다. 아마눌라는 완전한 독립을 선언하고 제3차 영국-아프가니스탄 전쟁을 촉발했다. 아마눌라는 대외 세력과의 새로운 관계에서 외교 정책을 바꾸고, 사회, 정치, 경제 개혁으로 국내 정치를 변화시켰다. 비록 그의 통치는 갑작스럽게 끝났지만, 그는 몇 가지 주목할 만한 성공을 거두었으며, 그의 노력은 그 자신의 정치적 어리석음만큼이나 부족 아프가니스탄의 원심력과 러시아와 영국의 책략으로 인해 실패했다.
아마눌라는 1917년 러시아 혁명 이후 러시아와 영국의 협정이 무너지면서 권력을 잡았다. 다시 한번 아프가니스탄은 강대국들이 서로를 상대로 책략을 펼치는 무대가 되었다. 나라를 근대화하고 모든 외세의 영향을 제거하는 데 열심이었던 아마눌라는 자신의 권력 기반을 강화하려고 했다. 아프간 궁정 내 음모와 인도 내 정치적, 시민적 불안 속에 그는 아프가니스탄 내부의 분열로부터 주의를 돌리고 영국을 공격함으로써 모든 파벌을 자기 뒤로 단결시키려 했다.
인도의 내란을 구실로 듀랜드 라인으로 군대를 이동시킨 아프간군은 1919년 5월 3일 카이바르 고개 서쪽 끝에서 국경을 넘어 바그 마을을 점령했는데, 이곳은 4월에 이전에 반란이 일어났던 곳이었다. 이에 대응하여 인도 정부는 전면 동원령을 내리고 1919년 5월 6일 전쟁을 선포했다. 영국에게는 제1차 세계 대전에서 아직 회복 중인 시기에 일어난 일이었다. 인도에 주둔한 병력은 주로 예비군과 영토군이었는데, 이들은 제대 명령을 기다리며 영국으로 돌아가기를 열망했으며, 가용한 소수의 정규 연대들은 5년간의 전투로 지치고 병력이 고갈된 상태였다.
아프간군은 전쟁 초기에 성공을 거두며, 국경 양쪽의 많은 파슈툰 부족민들이 아프간 정규군에 합류하여 두 갈래의 주요 공격으로 영국군과 인도군을 기습했다. 이후 영국군과 인도군이 초기 기습에서 회복하면서 일련의 소규모 교전이 이어졌다. 병력 및 사기 부족의 균형추로서 영국은 기관총, 장갑차, 자동차 수송, 무선 통신 및 항공기와 같은 장비 측면에서 상당한 이점을 가졌으며, 후자가 결정적인 역할을 할 것이었다.
영국군은 이 지역에 공군을 최초로 배치했고, 국왕의 거주지는 아프가니스탄 역사상 첫 공중 폭격의 대상이 되었다. 이 공격은 휴전을 강요하는 데 중요한 역할을 했지만, 아마눌라 국왕으로부터 격렬한 비난을 받았다. 그는 "런던에 제플린 폭탄을 투하한 것은 가장 야만적인 행위로 비난받았고, 예배 장소와 신성한 장소를 폭격하는 것은 가장 가증스러운 작전으로 여겨졌다는 것은 매우 유감스러운 일이다. 반면 우리는 이제 우리 눈으로 그러한 작전이 서구의 모든 문명인들 사이에 널리 퍼져 있는 습관임을 보고 있다"고 썼다.
전투는 1919년 8월에 끝났고, 영국은 1919년 영국-아프가니스탄 조약, 즉 아프가니스탄의 외교 자결권을 다소 모호하게 해석하는 임시 휴전의 조건을 사실상 지시했다. 그러나 최종 협상이 1921년에 체결되기 전에 아프가니스탄은 이미 1919년 소련의 새로운 정부와의 외교 관계를 포함하여 어떠한 반향 없이도 자체적인 외교 정책을 수립하기 시작했다. 1920년대 동안 아프가니스탄은 대부분의 주요 국가들과 외교 관계를 수립했다.

## 아마눌라 칸, 1919년–1929년

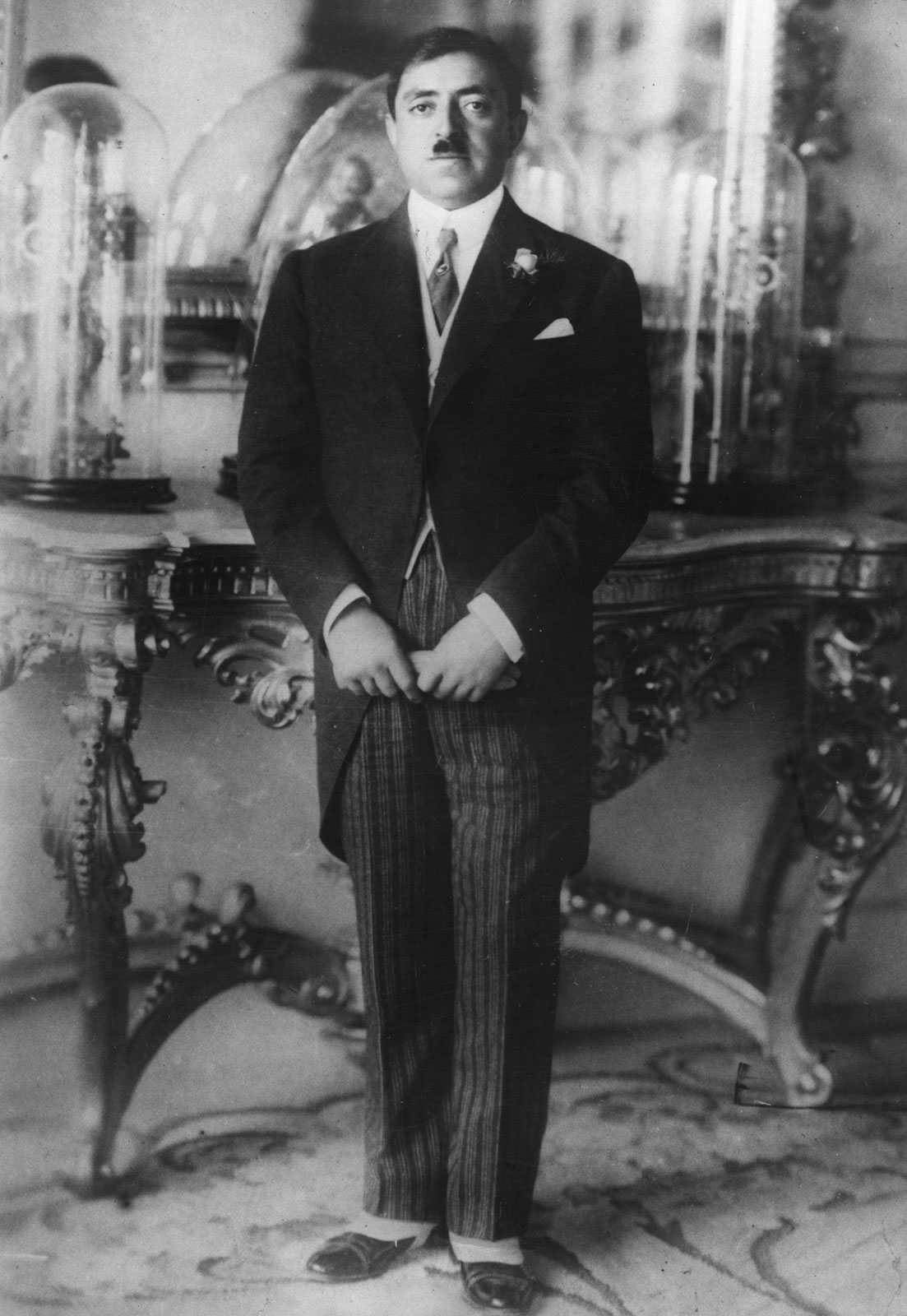
하비불라 칸의 셋째 아들 아마눌라 칸 국왕.

1919년 2월 20일, 하비불라 칸은 사냥 여행 중 암살당했다. 그는 후계자를 지명하지 않았지만, 셋째 아들 아마눌라 칸에게 카불을 맡겼다. 아마눌라에게는 나스룰라 칸이라는 형이 있었다. 그러나 아마눌라가 국고와 군대를 모두 통제했기 때문에 아마눌라는 권력을 장악하기에 좋은 위치에 있었다. 군대의 지원 덕분에 아마눌라는 다른 주장을 억압하고 자신에게 충성하지 않는 친척들을 감금할 수 있었다. 몇 달 안에 새로운 아미르는 대부분의 부족 지도자들의 충성을 얻고 도시들에 대한 통제권을 확립했다.

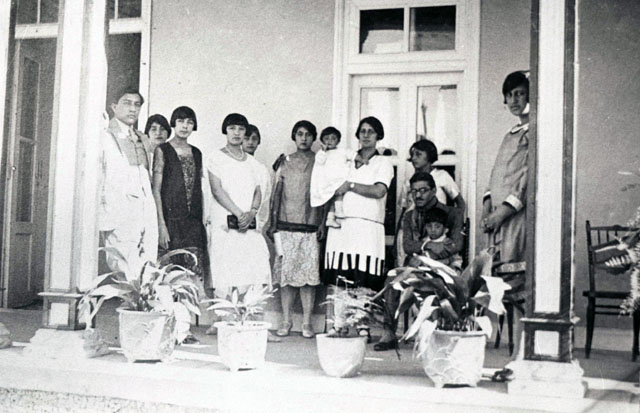
1927년 아프간 정치인들의 가족 생활.

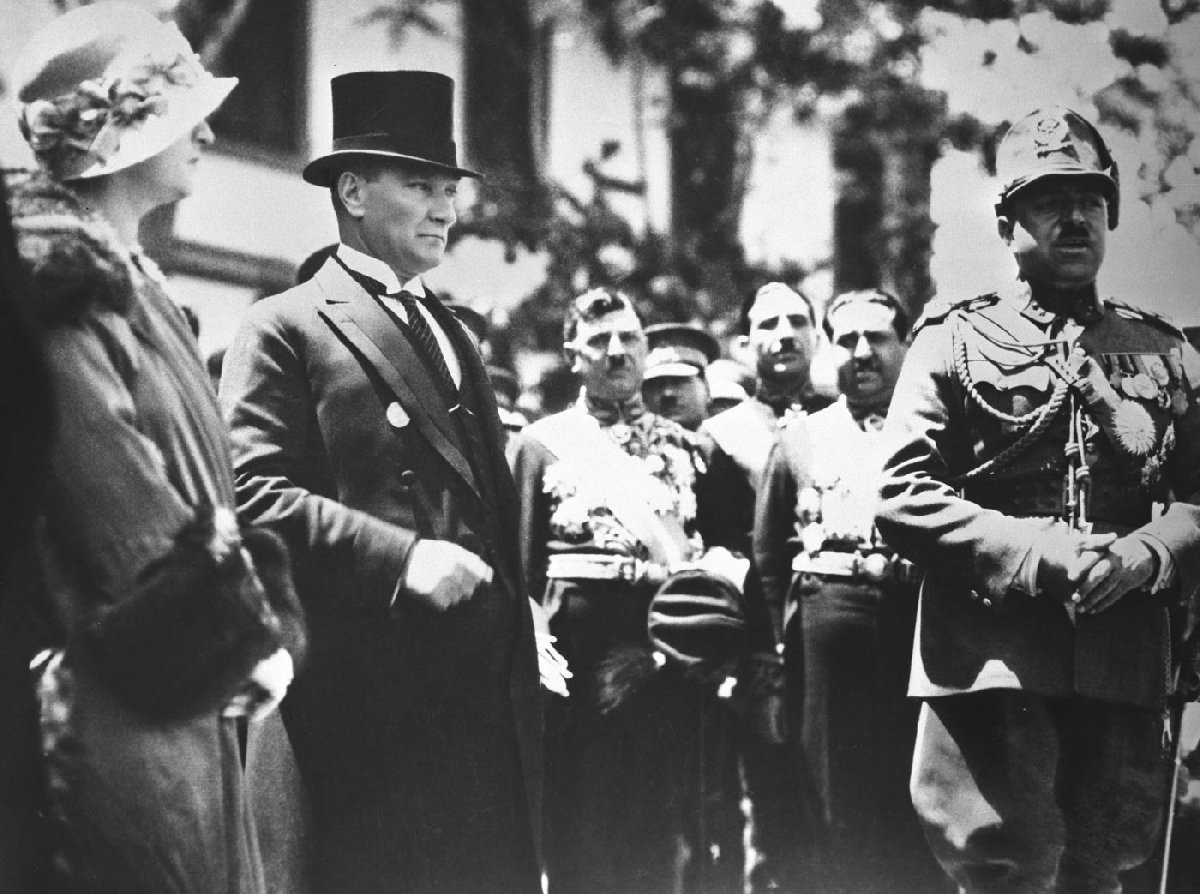
1928년 무스타파 케말 아타튀르크와 함께 유럽 여행 중인 아마눌라 국왕.

아마눌라 칸의 개혁은 유럽의 영향을 많이 받았다. 이는 아마눌라 칸의 장인이자 외무부 장관이었던 마흐무드 타르지의 영향력을 통해 이루어졌다. 고등 교육을 받고 해외 경험이 풍부한 시인, 언론인, 외교관인 마흐무드 타르지는 서구 복장과 에티켓을 아프가니스탄으로 가져오는 데 핵심적인 인물이었다. 그는 또한 여성 인권, 교육권, 언론 자유와 같은 진보적 개혁을 위해 싸웠다. 타르지 외 다른 사람들이 가져온 이 모든 영향력은 아마눌라 칸에게 환영받았다.
1926년 아마눌라는 아프가니스탄 토후국 시대를 끝내고 자신을 국왕으로 하는 아프가니스탄 왕국을 선포했다. 1927년과 1928년에 아마눌라 칸 국왕과 그의 부인 소라야 타르지는 유럽을 방문했다. 이 여행에서 그들은 영예를 얻고 환대를 받았다. 실제로 1928년에 아프가니스탄 국왕과 왕비는 옥스퍼드 대학교에서 명예 학위를 받았다. 이 시기는 튀르키예와 이집트와 같은 다른 이슬람 국가들도 근대화의 길을 걷고 있던 시대였다. 아마눌라 국왕은 유럽의 사회 발전에 너무나 깊은 인상을 받아 즉시 이를 시행하려 했으나, 이는 보수적인 사회의 강한 저항에 부딪혔고 결국 그의 몰락으로 이어졌다.
아마눌라는 아프가니스탄 내에서 초기 인기를 누렸고, 그는 자신의 권력을 사용하여 나라를 현대화했다. 아마눌라는 이 지역에 소년과 소녀를 위한 새로운 국제학교를 설립했으며, 여성에 대한 엄격한 복장 규정 같은 수세기 동안 이어져 온 전통을 뒤집었다. 그는 새로운 수도를 건설하고 유럽 및 아시아와의 무역을 늘렸다. 그는 또한 평등권과 개인의 자유를 통합한 현대적인 헌법을 추진했다. 그러나 이러한 급진적인 현대화는 반발을 불러일으켰고, 1925년에 진압된 호스트 반란 (1924년–1925년)으로 알려진 반동적인 봉기가 일어났다.
아마눌라가 1927년 말 유럽을 여행한 후, 그의 통치에 대한 반대가 증가했다. 잘랄라바드에서의 봉기는 수도로의 진군으로 절정에 달했으며, 많은 군대가 저항하기보다는 탈영했다. 1929년 1월 14일, 아마눌라는 그의 형인 이나야툴라 칸 국왕에게 양위했다. 1월 17일, 이나야툴라는 양위했고 하비불라 칼라카니가 아프가니스탄의 다음 통치자가 되어 토후국을 복원했다. 그러나 그의 통치는 짧았고, 1929년 10월 17일 하비불라 칼라카니는 전복되고 나디르 칸 국왕이 그를 대체했다.
1929년 퇴위 후 아마눌라는 인도로 일시 망명했다. 아프가니스탄으로 돌아가려 했지만, 국민들의 지지는 거의 없었다. 인도에서 전 국왕은 유럽으로 건너가 이탈리아, 그리고 나중에는 스위스에 정착했다. 한편, 나디르 칸은 선전전을 벌여 아마눌라 칸의 아프가니스탄 복귀를 불가능하게 만들었다. 나디르 칸은 아마눌라 칸이 친서방 정책으로 쿠프르를 저질렀다고 비난했다.

## 모하마드 자히르 샤, 1933년–1973년
1933년, 나디르 칸의 암살 이후 모하마드 자히르 샤가 국왕이 되었다.

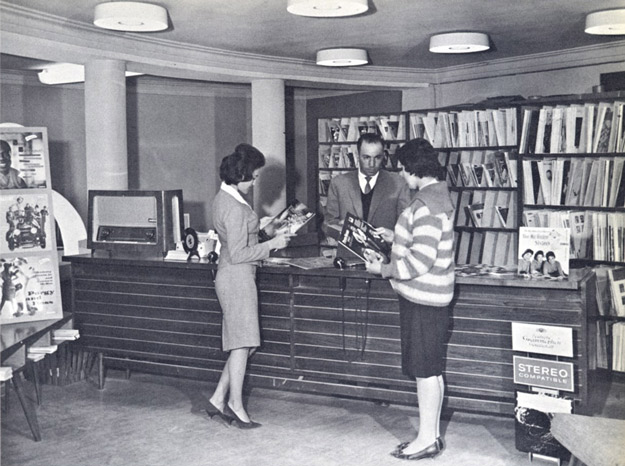
1950년대 또는 1960년대 아프가니스탄의 레코드 가게. 당시 특히 카불에서 증가하는 서구의 영향을 보여준다.

 1940년, 베를린 주재 아프간 공사관은 독일이 제2차 세계대전에서 승리할 경우 독일 제국이 인더스강까지의 영국령 인도 전체를 아프가니스탄에 넘겨줄 것인지를 물었다. 외무부 국무장관 에른스트 폰 바이츠제커는 1940년 10월 3일 카불 주재 독일 장관에게 다음과 같이 썼다: 
"아프간 장관은 9월 30일 저를 찾아와 수상의 안부를 전하고 전쟁의 좋은 결과를 기원했습니다. 그는 아시아에서의 독일 목표가 아프간의 희망과 일치하는지 물었습니다. 그는 아랍 국가들의 억압을 언급하고 인도 영토에서 고통받아야 했던 1,500만 명의 아프간인들(주로 북서부 국경 지역의 파슈툰족)에 대해 언급했습니다.

독일의 목표가 영국 압제하에 있는 언급된 지역의 민족들을 해방시키는 것이라는 저의 발언은 아프간 장관에게 만족스럽게 받아들여졌습니다. 그는 아프가니스탄에 대한 정의는 국경이 인더스강까지 확장될 때에만 실현될 것이라고 말했습니다. 이는 인도가 영국에서 분리될 경우에도 적용될 것입니다. 아프간 장관은 아프가니스탄이 독일과의 관계 단절에 대한 영국의 압력에 강력히 저항함으로써 충성스러운 태도를 입증했다고 언급했습니다."
 어떤 아프간 정부도 파슈툰인 인구를 영국령 인도 제국의 북서 국경 지방 (현대 파키스탄 북서부)과 아프가니스탄으로 나눈 듀랜드 라인을 결코 받아들이지 않았으며, 카불은 독일이 전쟁에서 승리하면 모든 파슈툰 민족이 하나의 왕국으로 통합될 수 있기를 희망했다.

## 같이 보기
- 아시아의 서구 제국주의
- 아마눌라 칸의 개혁과 내전
- 아우로라 닐손

### 인용된 서적
- Barthorp, Michael. 2002. Afghan Wars and the North-West Frontier 1839–1947. Cassell. London. ISBN 0-304-36294-8
- Singer, André. 1984. "Lords of the Kyber, the story of the North-West Frontier". Faber & Faber. ISBN 0-571-11796-1
- Wilkinson-Latham, Robert & McBride, Angus. 1977. North-West Frontier 1837–1947. Men-at-Arms Series # 72. Osprey Publishing. London. ISBN 0-85045-275-9

## 더 읽어보기
- Vogelsang, Willem. 2002. The Afghans, pp. 245–334. Blackwell Publishers. Oxford. ISBN 0-631-19841-5
- Holdich, Thomas (1905). 〈The Frontier Question〉. 《The Empire and the century》. London: John Murray. 651–662쪽.